# Mosè Pinheiro
Mosè (Moses) Pinheiro (Livorno, XVII secolo), è stato un cabalista ebreo vissuto a Livorno nel XVII secolo e uno dei discepoli più influenti del falso messia Sabbatai Zevi.
Stimato per le sue conoscenze e, come genero di Joseph Ergas noto anti-sabbatiano, ebbe una grande influenza sugli ebrei di Livorno, esortandoli a credere in Sabbatai Zevi. Anche più tardi, nel 1667, quando si conobbe l'apostasia di Sabbatai, Pinheiro, insieme a molti altri aderenti dello Zevi, continuò a credere che costui fosse il messia.
Pinheiro fu l'insegnante di Abraham Miguel Cardoso, iniziandolo alla Cabala e ai misteri del sabbatianismo.

## Riferimenti
- Heinrich Graetz, Gesch. 3ª ed., x. 190, 204, 225, 229, 312